# Vyhlídka U Lvíčka
Vyhlídka U Lvíčka se nachází v Hruboskalském skalním městě, nedaleko vyhlídky na Kapelu. Do současné podoby bylo místo upraveno v 90. letech 20. století a umožňuje rozhled na Kozákovský hřbet, Čertovu ruku, skály oblasti Majáku a Kapelníka.
Spolu s vyhlídkou na Kapelu se nachází na tzv. Zlaté stezce Českého ráje, tedy červeně značené turistické stezce spojující zámek Hrubá Skála a hrad Valdštejn. Pro svoji polohu bývá často vyhledávána turisty.